# Muhammed Zbidat
Muhammed Zbidat (en arabe : محمد زبيدات ; en hébreu : מוחמד זבידאת), né le 15 novembre 1991 à Sakhnin (Israël), est un joueur de football arabe israélien. Il évolue au poste de défenseur au Bnei Sakhnin FC, depuis 2009.

## Biographie
Muhammed Zbidat joue plus de 100 matchs en première division israélienne.